# إدارة تفصيلية
في إدارة الأعمال، الإدارة التفصيلية وتسمى أيضا الإدارة الجزئية، هي شكل من أشكال الإدارة حيث يراقب المدير مراقبة دقيقة أو يتحكم بعمل مرؤوسيه أو موظفيه «بالتفصيل». بشكل عام، الإدارة التفصيلية لها دلالات سلبية.

## التعريف
يعرف قاموس مريام-ويبستر الإلكتروني الإدارة التفصيلية على أنها الإدارة ذات التحكم المبالغ فيه والتدخل في التفاصيل.

## الأعراض
بدلا من أن يقوم المدير بإعطاء تعليمات عامة على مهمات صغيرة ومن ثم يخصص وقتا لمتابعة الأمر الأكبر، في الإدارة التفصيلية يقوم المدير بمراقبة وتقييم كل خطوة من خطوات عملية الأعمال ويتجنب تفويض القرارات. في العادة، ينزعج المدراء التفصيليون عندما يقوم أحد موظفيهم باتخاذ قرار دون استشارتهم، حتى لو كان القرار ضمن صلاحيات الموظف.
كثيرا ما تتضمن الإدارة التفصيلية طلبات لتقارير غير ضرورية ومفرطة في التفاصيل. ينزع المدير التفصيلي إلى تطلب تغذية راجعة دائمة ومفصلة ويركز بإفراط على الإجراءات التافهة (عادةً بتفاصيل تفوق قدرتهم على التعامل معها) بدلا من الأداء والجودة والنتائج الكلية.

## المقارنة مع سوء الإدارة
هنالك اختلاف ما بين الإدارة التفصيلية وبين نزعة المدير إلى تنفيذ المهام المنوطة بموظفيه. عندما يتمكن المدير من القيام بعمل أحد موظفيه بكفاءة أكبر، فإن النتيجة فقط أن الإدارة تكون دون المستوى الأمثل: بالرغم من أن الشركة ستعاني من فقدان للفرص لأن المدير يبقى أفضل في مجال عمله، إلا أن عمل الموظف سيُنجَز بشكل جيد. من ناحية أخرى، في الإدارة التفصيلية، لا ينحصر الأمر على أن المدير يخبر موظفه ماذا عليه فعله، بل أيضا يتحكم بأن يقوم بالعمل بطريقة معينة بغض النظر ما إذا كانت هذه الطريقة هي الأكثر كفاءة أو الأكثر فعالية.

## الأسباب
معظم دوافع الإدارة التفصيلية، مثل الإفراط في الانتباه للتفاصيل وعدم الأمان العاطفي والشكوك حيال تنافسية الموظفين، هي داخلية ومتعلقة بشخصية المدير. بما أن العلاقة بين المدير والموظف تتضمن اختلافا في السلطة وعادة في العمر أيضا، فإن علماء النفس المختصين بأمور العمل استخدموا نماذج مبنية على نظرية النقل لرسم مقارنات ما بين العلاقات في الإدارة التفصيلية وبين العلاقة المختلة بين الأب وابنه. ومع ذلك، هنالك عوامل خارجية تلعب دورا أيضا، مثل الثقافة المؤسسية والضغط الشديد أو الزائد عن حده على الأداء والوقت إضافة إلى عدم استقرار المناصب الإدارية، سواء بالنسبة للمدير التفصيلي أو في المؤسسة بشكل عام.

## الآثار
بغض النظر عن السبب الذي دفع المدير التفصيلي لهذا التصرف، فإن الآثار المترتبة قد تتضمن ما يلي:
- خلق استياء بأثر رجعي في كلا العلاقتين: العامودية (بين المدير والموظف) والأفقية (بين الموظف وزميله).
- تدمير الثقة مستقبليا في كلا العلاقتين العامودية والأفقية.
- التشويش على فريق العمل وإحباط روح العمل الجماعي في المستقبل في كلا العلاقتين: العامودية (مثلا من خلال التقيد الخبيث بتعليمات المدير) والأفقية (مثلا من خلال استغلال الخطر الأخلاقي الناشئ عن هيكلية مؤسسية لا تكافئ الموظفين حسب جهدهم بطريقة عادلة).